# Yusra (arqueóloga)
Yusra (Ijzim o Jaba', Haifa, Mandato británico de Palestina) fue una  arqueóloga  palestina, miembro destacado del equipo de excavación de Dorothy Garrod en Monte Carmelo, entre 1929 y 1935. Aunque se sabe muy poco de la vida de Yusra, o incluso de su nombre completo, se le atribuye el descubrimiento de Tabun 1, un cráneo de neandertal de 120.000 años de antigüedad en la Cueva Tabun.Yusra fue citada por la académica Pamela Jane Smith durante su investigación de doctorado en la Universidad de Cambridge. Smith es historiadora oral de la arqueología británica y canadiense del siglo XX, e investiga la creación y producción del conocimiento académico.

## Monte Carmelo y descubrimiento del Tabun 1

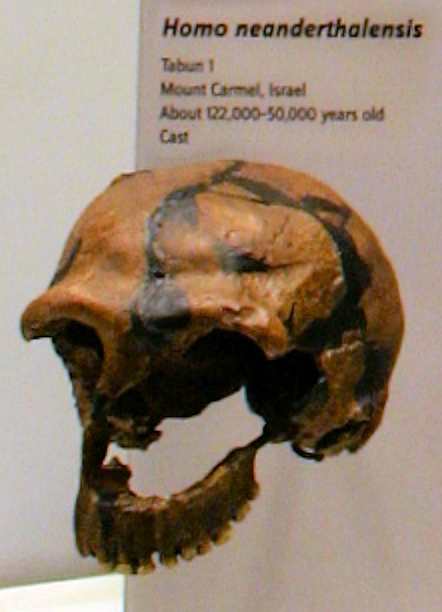
Homo Neanderthalensis Tabun 1 Monte Carmelo. Alrededor de 1200.000-50.000.

En 1929, la arqueóloga británica Dorothy Garrod comenzó a excavar en la región del Monte Carmelo y, siguiendo la práctica común de la época, contrató trabajadores locales de estos pueblos para realizar la mayor parte del trabajo. Aunque no tenían una formación académica en arqueología, estos trabajadores eran a menudo excavadores expertos con décadas (a veces generaciones) de experiencia. Inusualmente, Garrod contrató a un gran número de mujeres para trabajar en sus excavaciones; incluso más mujeres que hombres. Cuando Mary Kitson Clark visitó las excavaciones, observó una conducta de trabajo "feminista" en el sitio: los hombres realizaban tareas menores, mientras que las mujeres se ocupaban del trabajo especializado de excavación y registro. Yusra era una de estas mujeres.
Yusra permaneció con Garrod durante todas sus excavaciones en el Monte Carmelo, de 1929 a 1935, trabajando en importantes yacimientos prehistóricos como Tabun, El Wad, Es Skhul, Shuqba y Kebara. Era «la más experta» de todas las mujeres empleadas por Garrod y la capataz.Fue Yusra quien encontró Tabun I, el esqueleto de mujer adulta de Neanderthal. También solía trabajar junto a Jacquetta Hawkes, una de las alumnas de Garrod que posteriormente se convirtió en una destacada arqueóloga y escritora.
Según la investigación de Pamela Jane Smith: "Yusra estuvo a cargo de seleccionar las piezas antes de que el suelo excavado fuera tamizado; con el paso de los años, se volvió experta en reconocer huesos, restos de fauna,  homínidos y líticos, así como un diente que conducía al cráneo aplastado. "Uno de los trabajos de Yusra requería examinar el suelo excavado en busca de piezas antes del cribado. En 1932, mientras trabajaba en la Cueva Tabun (Tabun 1), encontró un diente que posteriormente fue identificado como parte de un cráneo humano fragmentado pero en su mayor parte completo.  Una vez reconstruido, se estableció que el cráneo era el de una mujer neandertal adulta que había vivido entre 120.000 y 50.000 años antes. Chris Stringer lo  describió como "uno de los fósiles humanos más importantes jamás encontrados".

## Legado
Yusra compartió con Hawkes su interés en estudiar en el Newnham College, Cambridge, donde Garrod era becaria, algo que nunca ocurrió. No se sabe qué fue de ella después de que terminaran las excavaciones del Monte Carmelo ya que los asentamientos de Izjim y Jaba quedaron despoblados durante la guerra árabe-israelí de 1948, lo que hizo que los intentos posteriores de encontrar a Yusra no tuvieran éxito. Lo que se sabe de su vida proviene de los diarios de Mary Kitson Clark, los recuerdos de Jacquetta Hawke y los artículos de Dorothy Garrod redescubiertos por Pamela Jane Smith durante su investigación doctoral en la Universidad de Cambridge en 1996.
El descubrimiento de Tabun 1 por parte de Yusra supuso una contribución significativa y duradera para la ciencia. Su historia ha sido debatida por muchas personas como un ejemplo de una mujer cuya contribución al desarrollo de la arqueología temprana ha sido en gran medida ignorada y olvidada.